# 鹅观草
鹅观草（学名：Roegneria kamoji）为禾本科鹅观草属下的一个种。